# Galiot de Genouillac

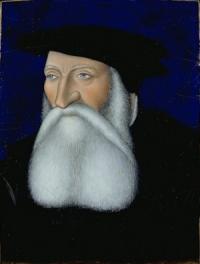
Porträt Galiot de Genouillacs von Léonard Limosin, 1540–46

Jacques Ricard de Genouillac, genannt Galiot de Genouillac (* 1465 im Schloss Assier, Quercy; † 15. Oktober 1546 im Schloss Végennes, Limousin), war ein französischer Diplomat und Kriegsherr aus der Familie des Ricard de Genouillac. Er war als Großmeister der Artillerie von Frankreich an der Schlacht bei Marignano beteiligt. Als geschickter Diplomat führten ihn seine Reisen auch zu König Heinrich VIII. von England und Kaiser Karl V.

## Biographie

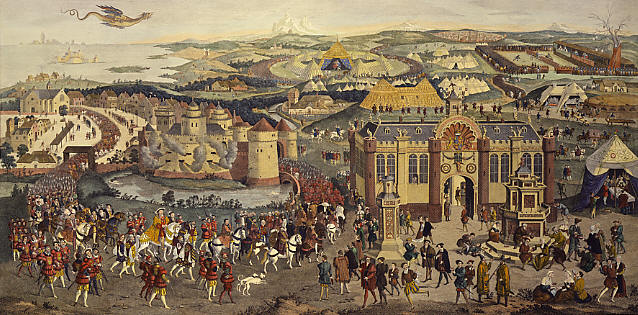
Camp du Drap d’Or

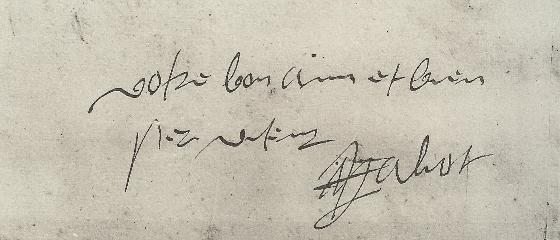
Unterschrift von Galiot de Genouillac unter einem Brief an François de La Rochepot

Unter Karl VIII. (Frankreich) erhielt er 1480 eine Anstellung am Hof als Page. 1491 wurde er Knappe des Königs. Ein Jahr später war er Großstallmeister des Dauphin, Viguier und königlicher Richter in Figeac. 1493 wurde er zum Kommandanten der Burg Najac ernannt, womit er Guinot Lauzière als Seneschall von Armagnac ablöste.
Unter Ludwig XII. wurde er 1498 Kapitän der Bogenschützen (Capitaine de francs-archers) und nahm 1499 an der Belagerung von Alexandria teil. Im Jahre 1504 wurde er Kommandant der Burg von Penne-d’Agenais sowie berittener Waldhüter im Forêt domaniale de la Grésigne. 1506 war er an der Plünderung von Tienen und 1509 an der Schlacht von Agnadello beteiligt. Nach seiner Teilnahme an der Schlacht bei Ravenna 1512 wurde er am 16. Mai zum Maître et Capitaine General de l’Artillerie ernannt und damit Nachfolger des bei Ravenna gefallenen Paul de Benserade.
Im Jahr 1515 trugen die unter seinem Befehl stehenden 60 Bronzekanonen wesentlich zum Sieg in der Schlacht von Marignano bei. König war nun Franz I., der ihn 1517 zum Seneschall von Quercy ernannte. 1518 wurde er königlicher Forstmeister im Angoumois. 1520 organisierte er das Treffen auf dem Camp du Drap d’Or zwischen Franz I. und Heinrich VIII. Auch war er 1521 an den Feldzügen gegen die Armeen von Kaiser Karl V. beteiligt. In der Schlacht bei Pavia (1525) nahm man ihn zusammen mit Franz I. gefangen. Er verhandelte die Freilassung des Königs; auch deswegen wurde er am 2. März 1526 zum Großstallmeister von Frankreich ernannt und in den Michaelsorden aufgenommen. Vier Jahre lang, von 1526 bis 1530, verhandelte er über die Freilassung von französischen Bürgern aus spanischer Gefangenschaft, darunter der Dauphin und dessen Bruder Heinrich. Am 12. August 1541 wurde er zum Generalleutnant der Guyenne ernannt. Bei der Belagerung von Perpignan 1542 wurde er verletzt. 1544 leitete die Belagerung von Luxemburg, bei der sein Sohn François getötet wurde. Ab 1546 war er – allerdings nur noch kurzzeitig – Gouverneur des Languedoc.

## Besitzungen

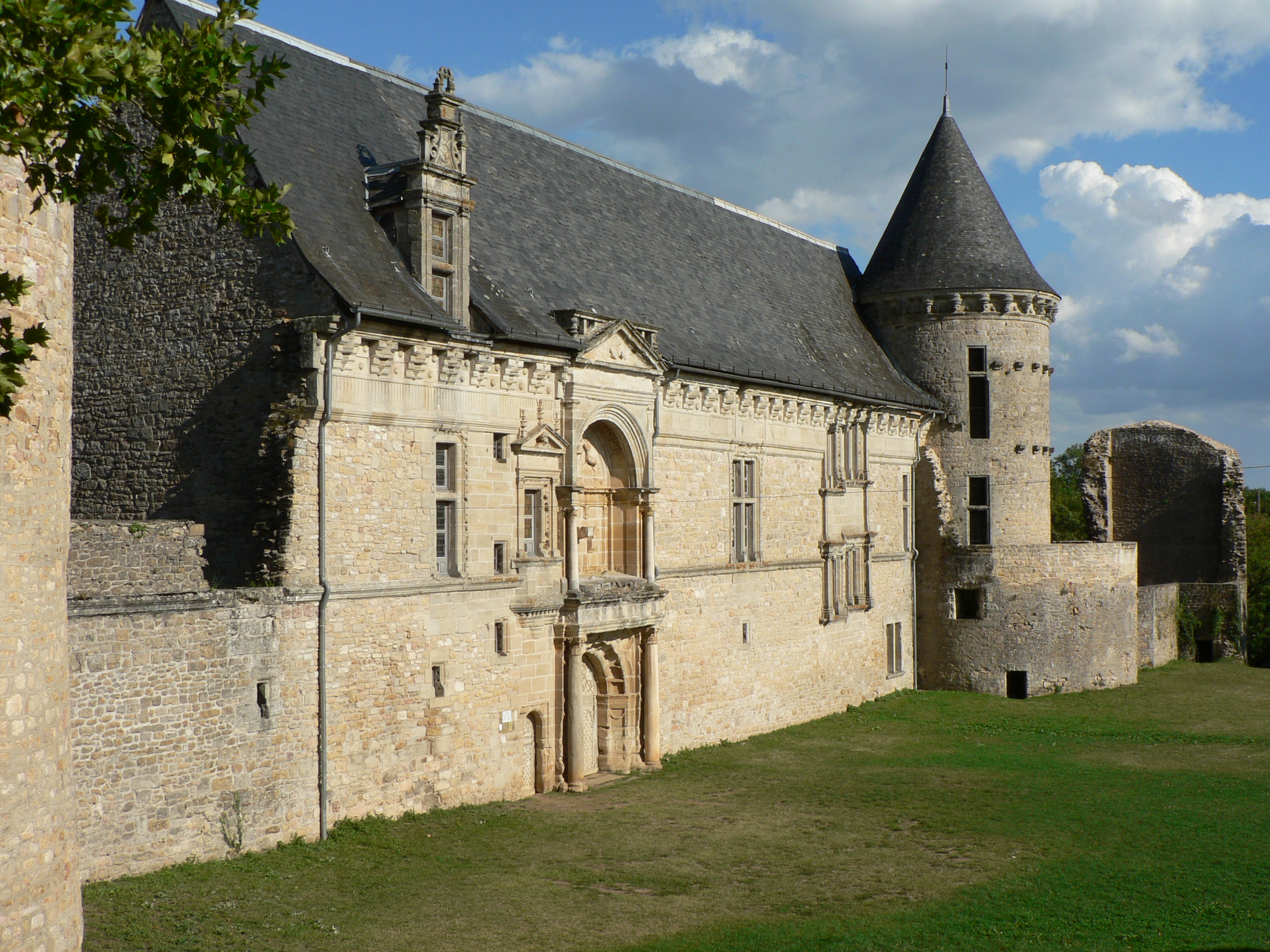
Schloss Assier

- Im Quercy gehörte ihm durch Erbschaft das Schloss Assier. Dessen Herrenhaus wurde 1524 abgerissen und durch ein 1535 fertiggestelltes größeres und komfortableres Haus ersetzt. In Assier ließ er ab 1540 eine Kirche mit einer für sich selbst bestimmten Grabkapelle bauen und erwarb die Baronien Capdenac, Livernon, Lunegarde, Reillac, Le Bastit, Fontana, le Bourg, Grèzes, Ginouillac, Lugasso, Fargues, Reilhaguet, Bouyssou und halb Caniac.
- In der Saintonge (Lonzac) ließ er die Kirche L’église de la Nativité de la Sainte Vierge, als Grablege für seine erste Frau, Catherine d’Archiac, die im Alter von nur 29 Jahren verstorben war, erbauen.
- Im Aunis erwarb er L’Houmeau, Le Plomb und Laleu.
- Im Limousin erwarb er die Kastellaneien Chaylar, Salviac le Treuilh und La Chaulme (die er seinem Sohn überließ)
- Im Poitou schenkte ihm die Herzogin von Angoulême Chizé
- In den Bailliages Meaux und Valois: Puiseux und Tournelles
- In Orléans: Montrichard, La Ferté-Saint-Aubin
- Im Berry: Magnet, Presle und Vaux
- In der Auvergne: Queille
- In Paris schenkte ihm Franz I. Teile des Hôtel Saint-Paul und des Hôtel du Petit-Bourbon.
- Auch in Lyon besaß er ein Haus.

## Ehen und Nachkommen
Galiot de Genouillac war zweimal verheiratet. Im Jahre 1507 heiratete er Catherine d’Archiac (1485–1514), Dame de Lonzac, Tochter des Jacques d’Archiac, Baron von Lonzac, und der Marguerite de Lévis. Dieser Ehe entstammte eine Tochter:
- Jeanne (* 1512) ⚭ I. Charles de Crussol (1483–1546), 9. Vizegraf von Uzès; II. Johann Philipp I., Wild- und Rheingraf, Graf zu Salm (1520–1566).

Drei Jahre nach dem frühen Tod seiner Frau, für die er in Lonzac eine Grabeskirche errichten ließ, heiratete Galiot de Genouillac im Jahre 1517 Françoise de La Queille, Tochter von François de La Queille und Marguerite de Castelnau de Bretenoux. Mit ihr hatte er einen Sohn:
- François d’Assier († 1544).

Aus zwei nicht-ehelichen Beziehungen hatte er drei weitere Kinder. Anne de Saint-Amand gebar ihm einen Sohn, Verdun de Genouillac, Herr von Rothiers, der 1540 legitimiert wurde. Mit einer Gefährtin unbekannten Namens hatte er zwei Töchter: Jeanne, die in Cahors Kanonissin wurde, und Colette de Genouillac, die Louis de Cluzel, Herrn von La Trayne, heiratete.